# Joachim Lottmann
Joachim Lottmann (* 6. Oktober 1956 in Hamburg) ist ein deutscher Schriftsteller und Journalist.

## Leben
Lottmann wurde in Hamburg-Hochkamp geboren. Er gab an, seine Kindheit in Belgisch-Kongo (seit 1960 unabhängig als Demokratische Republik Kongo) verbracht zu haben, tatsächlich bezeichnete er damit Straubing in Bayern. Als er 13 war, zog seine Familie zurück nach Hamburg, wo Lottmann ab 1976 Theatergeschichte und Literaturwissenschaft studierte. Lottmann gilt als Vertreter der deutschen Popliteratur. Sein Debütroman Mai, Juni, Juli aus dem Jahr 1987 wurde 2003 von der Frankfurter Allgemeinen Sonntagszeitung zu einem der „wichtigsten deutschen Bücher der letzten 20 Jahre“ gewählt. Von 2005 bis 2006 war Lottmann Mitarbeiter im Kulturressort des Spiegel. Im Jahr 2018 veröffentlichte er eine Polemik gegen Jürgen Habermas und die Mitverantwortung linker Denker an einem „Rechtsruck in Deutschland“.

## Literarischer Stil
Ein herausstechendes Merkmal in Lottmanns Prosa ist das ironische „Zu-Tode-Loben“ im Duktus gespielter Einfalt. Das tat Lottmann etwa in zahlreichen Artikeln über die SPD und Gerhard Schröder in der taz („Dieser Mann war wie kein zweiter: Deutschland.“) oder mit ständigen Verweisen auf Christian Kracht in seinem Roman Deutsche Einheit.
Lottmann pflegt nicht nur in seinen literarischen, sondern auch in seinen journalistischen Arbeiten einen lockeren Umgang mit Tatsachen: „Wenn man beispielsweise liest, was Lottmann über Bands oder Konzerte schreibt, dann kann es gut sein, dass Namen, Orte, Uhrzeiten und Begebenheiten nicht stimmen. Lottmann geht es, bewusst oder nicht, um etwas anderes: Um das Festhalten eines diffusen Zeitgeistes, eines Gefühls das in der Luft liegt.“

## Werke

### Prosawerke
- Mai, Juni, Juli. Ein Roman. Kiepenheuer & Witsch, Köln 1987; Neuausgabe 2003, ISBN 3-462-03246-1.
- Deutsche Einheit. Ein historischer Roman aus dem Jahr 1995. Haffmans, Zürich 1999; Diana, München 2001.
- Die Jugend von heute. Roman. Kiepenheuer & Witsch, Köln 2004, ISBN 3-462-03426-X.
- Zombie Nation. Roman. Kiepenheuer & Witsch, Köln 2006, ISBN 3-462-03665-3.
- Auf der Borderline nachts um halb eins. Mein Leben als Deutschlandreporter. Kiepenheuer & Witsch, Köln 2007, ISBN 978-3-462-03937-5.
- Der Geldkomplex. Roman. Kiepenheuer & Witsch, Köln 2009, ISBN 978-3-462-04146-0.
- Unter Ärzten. Roman. Kiepenheuer & Witsch, Köln 2011, ISBN 978-3-462-04012-8.
- 100 Tage Alkohol. Kein Roman. Czernin Verlag, Wien 2011, ISBN 978-3-707-60377-4.
- Endlich Kokain. Kiepenheuer & Witsch, Köln 2014, ISBN 978-3-462-04635-9.
- Happy End. Roman. Haffmans & Tolkemitt, Berlin 2015, ISBN 978-3-942989-89-3.
- Hotel Sylvia. Till-Tolkemitt-Verlag, Berlin 2016, ISBN 978-3-942989-94-7.
- Alles Lüge. Roman. Kiepenheuer & Witsch, Köln 2017, ISBN 978-3-462-04964-0.
- Sterben war gestern. Aus dem Leben eines Jugendforschers. Roman. Kiepenheuer & Witsch, Köln 2021, ISBN 978-3-462-00071-9
- Der Mann ohne Meinungen. Haffmans Verlag bei Zweitausendeins, Leipzig 2023, ISBN 978-3-96318-173-3.
- Die Euphorie des Schriftstellers beim Weltuntergang. VTA Verlag, Berlin 2025, ISBN 978-3-946130-54-3.

### Herausgeberschaft
- Kanaksta. Von deutschen und anderen Ausländern. Quadriga, Berlin 1999, ISBN 3-88679-333-8

### Frühe Manuskripte
Vor Mai Juni, Juli schrieb Joachim Lottmann einige weitere Bücher, die keine Veröffentlichung in einem Verlag fanden. Die Manuskripte von Das Fritz Brinckmann Buch, Die Frauen, die Kunst und der Staat und Port Stanley ist gefallen wurden seit 2018 online veröffentlicht.

## Auszeichnungen
- 2010 Wolfgang-Koeppen-Preis[10]